# Přechodový rituál
Přechodový rituál (z francouzského rite de passage) je rituál, který provází přechod skupiny jednotlivců nebo jedince samotného z jednoho společenského postavení nebo období do druhého a to kvalitativně vyššího. Pomáhá vypořádávat se s důležitými životními změnami. Francouzský etnolog Arnold van Gennep popisuje tyto rituály jako sociální události, mezi něž se řadí např. těhotenství, svatba, pohřeb aj.

## Funkce
- Vytvoření bezpečného prostředí pro chaotickou, bezbrannou a prostřední fázi transformace, kterou jedinec prochází.
- Vědomé prožití změny společenské role, které je důležité především pro její přijetí a následné převzetí funkce společnosti a zodpovědnosti. Pokud by přechod nebyl vykonán vědomě, může jedinec zůstat na hranici obou společenských stádií. Nestane se ani dospělým, ani nezůstane dítětem.[2]

## Fáze
Přechodové rituály mají tři fáze:
1. Odloučení (preliminalita)
- separace jedince od předchozího stavu, situace nebo rodiny
- podrobení jedince zkouškám
- konec doposud platným pravidlům
- př. pohřební rituály

2. Pomezí (liminalita)
- jedinec nepatří do žádné skupiny
- žádná pravidla
- období strachu, nejistoty a prázdnoty
- příprava na novou společenskou roli
- př. zásnuby, svatba

3. Přijetí (postliminalita)
- zapojení jedince do nového stádia života
- nová společenská role a status
- př. přijímané rituály při svatebních obřadech

## Druhy přechodových rituálů
Podle Gennepa:
- Těhotenství a porod - těhotná žena se vylučuje z obecné společnosti, rituály ochranné (jejich cílem je usnadnit porod a chránit matku a dítě, často i otce a příbuzné nebo celou rodinu proti neblahým vlivům), rituály opětovného začlenění a návrat do společnosti.

- Narození a dětství - rituál přestřihnutí pupeční šňůry, první stříhání vlasů, holení hlavy, rituál prvního oblékání, první opuštění domu, první požití pevné stravy, rituál pojmenování, kojení, první zub·
- Iniciační rituály - rituální obřízka, křest, rituály týkající se tříd, kast, řemesel
- Zásnubní a svatební obřady - změna bydliště, změna společenské kategorie, definitivní přijetí do nového prostředí, společná hostina, darování prstenů, jeden používá předměty patřící druhému, jeden dá druhému najíst nebo napít, rituály individuálního spojení (rituál oplodnění), rituály rozvodu (jeden z manželů je vyhnán nebo odejde, v katolické církvi rozvod není povolen, je třeba manželství zrušit na základě přešetření)
- Pohřební obřady - omytí mrtvého, pomazání, položení mrtvého nohama napřed, spálení nástrojů, jáma, rakev, hřbitov, ohrada, hromada kamení, hostiny na pohřbu, hostiny při vzpomínkové slavnosti, setrvání těla či rakve ve smuteční místnosti, doba smutku, kdy se příbuzní mrtvého nacházejí mezi světem živých a mrtvých, rituály ukončení smutku a opětovného začlenění se do společnosti

Podle Říčana:
- Porod - dbáme na to, aby se novorozenec na světě přivítal co nejlaskavěji a nejšetrněji. Něžný porod se stává rituálem důstojného vítání nově narozeného dítěte. Jde o moderní, krásný a důstojný rituál, kterému je potřeba věnovat maximální pozornost

- Kojení - dítě vnímá opakovaný rituál matky a ostatních: dospělý se k dítěti skloní, usměje se a promlouvá k němu stereotypně, dospělý dělá ve svých projevech přestávky, které využívá k pohledu dítěti do očí čekajíc na odpovědi (úsměvem, pohledem z očí do očí...). Na odezvu dítěte dospělý reaguje buď hlasem, dotykem nebo přiblížením hlavy.
- Církevní katolické obřady - obřady římskokatolické, jako např. hořící svíce, vykuřování, zvonění, kropení, poklekávání, křižování se atd. Přesné procedury u všech úkonů detailně neznají ani všichni věřící
- Křest - lití vody na křtěncovu hlavu, volba kmotra/ kmotry,
- Biřmování - volba kmotrů, pochopení katechismu, udělení svátosti pokřtěnému jedinci
- Nástup do školy - příchod a první cesta dítěte do školy se koná za účasti slavnostně oblečených rodinných příslušníků a učitelů doprovázeného květinami a obřadným uvedením dětí do tříd

- Maturita - prokázání znalostí probrané látky zvolených předmětů za celou dobu středoškolského studia
- Promoce - předání diplomů, složení slibu a udělení vědecké hodnosti absolventům VŠ, projevy akademických funkcionářů
- Zásnuby - kytice ze světlých květů, zásnubní prstýnek, slavnost s pohoštěním v úzkém rodinném kruhu (rodiče, prarodiče a sourozenci)
- Požádání o ruku - kytice (větší pro matku snoubenky, menší pro snoubenku), oběd/ večeře.- káva - přípitek - vyjádření
- Svatba - snubní prstýnky, svatební kytice, svatebními šaty, svatebním oznámení, svatebními dary, svatebními koláčky, svatební hostina
- Pohřeb - při obřadu sedí v prvních řadách nejbližší rodina, kondolování, hostina